# Drive (WANIMAの曲)
「Drive」（ドライブ）は、WANIMAの楽曲。2018年5月16日にunBORDEから3作目の配信限定シングルとしてデジタルリリースされた。

## 概要
- 前作『ヒューマン』から約7ヶ月振りのリリース。

## 収録曲
1. Drive - [4:44]
作詞・作曲：KENTA　編曲：WANIMA
  - 映画『OVER DRIVE』主題歌[3]
  - 埼玉西武ライオンズの渡部聖弥選手と東京ヤクルトスワローズの村上宗隆選手の登場曲